# Eöttevényi Olivér
Eöttevényi Olivér (1918-ig eötevényi Nagy; Győr, 1871. március 20. – Budapest, 1945. április 27.) ügyvéd, jogi és politikai író.

## Élete
A nemesi származású eöttevényi Nagy család sarja. Édesapja, eöttevényi Nagy Endre (1823-1902) városi törvényszéki bíró, ügyvéd, édesanyja, Peregi Etelka volt. Középiskoláit a bencések győri főgimnáziumában és a pozsonyi ágostai evangélikus líceumban, jogi tanulmányait pedig az ottani jogakadémián és a Budapesti Egyetemen végezte, ahol 1895-ben jogi doktoratust nyert. Pozsonyban volt ügyvédi gyakorlaton, miközben Pozsony megye tiszteletbeli aljegyzőjévé nevezték ki. Az ügyvédi vizsgálatot 1897 tavaszán letette s Pozsonyban ügyvédi irodát nyitott. 1903-tól eperjesi, 1907-től kassai állami jogakadémiai tanár a közjog, politika, nemzetközi jog tanszéken. 1918. január 17.-én IV. Károly magyar király megengedte a névváltoztatását. 1917-1918-ban Krassó-Szörény vármegye főispánja lett, majd 1919-től Budapesten élt, előbb mint nyugdíjas, majd 1922-től a Magyar Külügyi Társaság igazgatója lett. Számos külföldi előadást tartott a nemzetközi jog problémáiról. Neje Kvassay Anna (1878-1954) volt.

## Művei
- Az általános választójogról. Pozsony.
- 1907 A választói jog problémái. Budapest.
- 1905-1911 A magyar közjog tankönyve. Kassa.
- 1910 Ausztria nemzetiségi politikája. Magyar Társadalomtudományi Szemle 3/6, 465-489.
- 1913 Az osztrák közjog tanítása. Magyar Társadalomtudományi Szemle 6/5, 364-375.
- 1913 Osztrák közjog. Budapest.
- 1914 Gazdasági jogismeret. Budapest.
- 1915 A háború a nemzetközi jog megvilágításában. Budapest.
- 1915 Ungarns völkerrechtliche Tätigkeit. Breslau.
- 1916 Háború és diplomácia. Budapest.
- 1925 Nemzetiségi törvényünk és a kisebbségi szerződések. Pécs.
- 1932 La constitution de la Hongrie. Budapest. (angol nyelven is)
- 1937 A közelkelet külpolitikája. Budapest.
- 1942 Ferenc Ferdinánd. Budapest.
- 1943 A császári ármádiától a nemzeti hadseregig. Budapest.